# Stein Karlsen
Stein Karlsen (ur. 1 września 1948) – norweski piłkarz występujący na pozycji napastnika. 

## Kariera klubowa
Karlsen karierę rozpoczynał w amatorskiej drużynie Flisa IL. W 1970 roku przeszedł do pierwszoligowego Hamarkameratene. W sezonie 1970 zajął z nim 3. miejsce w pierwszej lidze norweskiej, a w sezonie 1973 z 17 bramkami na koncie został jej królem strzelców. W sezonie 1974 spadł z zespołem do drugiej ligi, ale w następnym sezonie awansował z nim z powrotem do pierwszej. W 1976 roku Karlsen zakończył karierę.

## Kariera reprezentacyjna
W reprezentacji Norwegii Karlsen zadebiutował 31 października 1973 w przegranym 0:2 meczu eliminacji Mistrzostw Świata 1974 z Belgią. Było to jednocześnie jedyne spotkanie rozegrane przez niego w drużynie narodowej.